# Чурналі
Чурналі (груз. ჭურნალი) — село в Грузії.
За даними перепису населення 2014 року в селі проживає 94 осіб.